# Кишкино (Орловская область)
Кишкино — деревня в Болховском районе Орловской области. Входит в состав Багриновского сельского поселения.
Расположено примерно в 5 км к западу от большого села Фатнево.